# WikiReader
WikiReaderは、ウィキペディアのオフラインでテキストのみの版をモバイル機器に配布するという企画である。当企画はOpenMokoによって起こされ、そのソースコードも公開された。
2009年10月、当企画はウィキペディア用のオフライン携帯リーダーを発表した。99ドルで発売され、年29ドルで更新された記事を、配達されたマイクロSDカードでアップデートするシステムである。このアップデートはWikiReaderのウェブサイトから無料でダウンロードできる。ウィキペディア自身と違ってペアレンタルコントロール機能がある。
この機器はForthで書かれたプログラムも動かせ、簡単な電卓プログラムがついている。

## 仕様

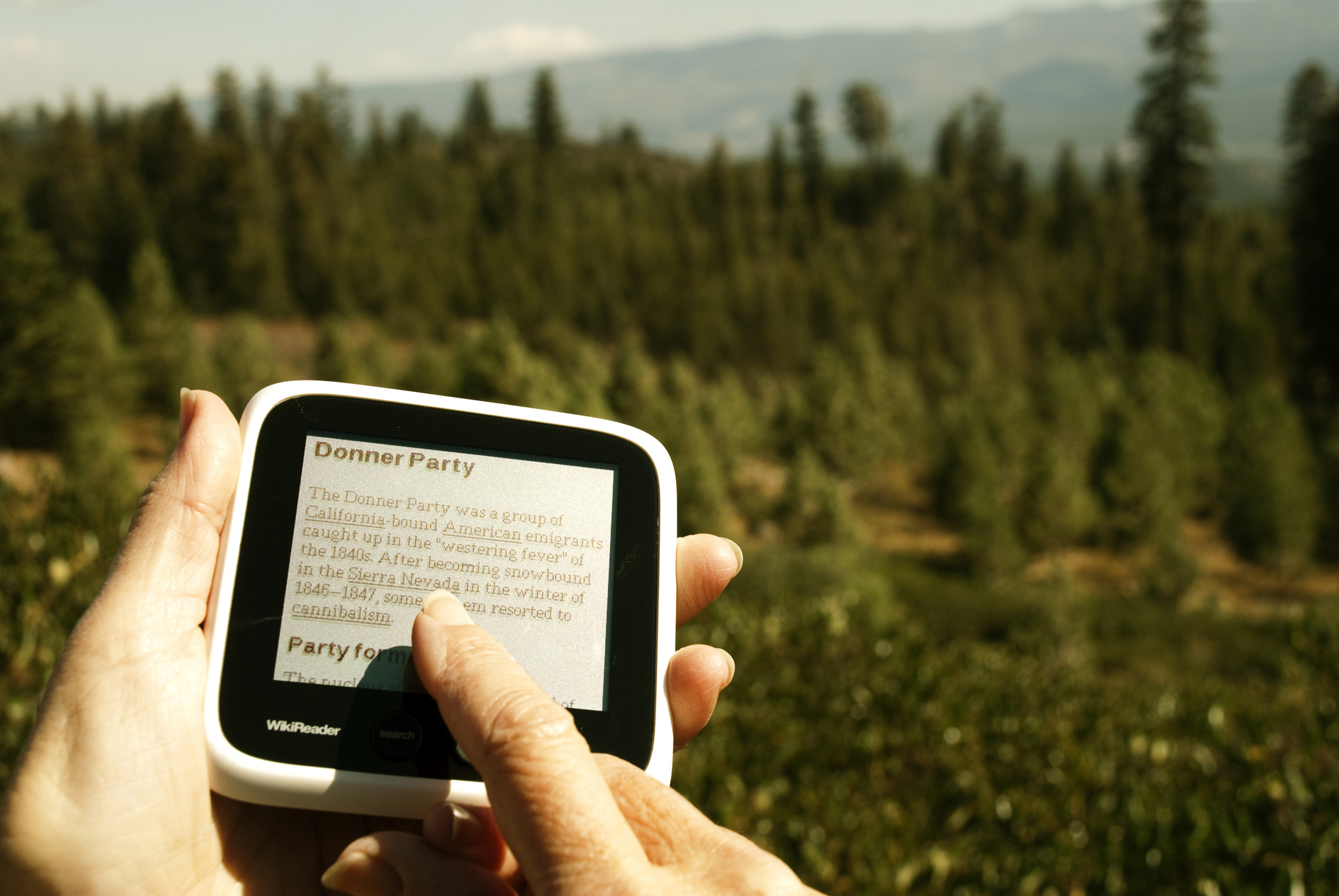
WikiReaderを使用しているところ

- ディスプレイ: モノクロ液晶ディスプレイ(LCD)、解像度240 x 208[5]
- インターフェイス: オンスクリーンキーボード付き静電容量タッチスクリーン、ハードウェアボタン4つ[6]
- CPU: Epson S1C33 E07 マイクロコントローラ、内蔵メモリ8KB+2KB
- ファームウェア: 64 KB フラッシュメモリ[5]
- メモリ: 32MB SDRAM[5]
- ストレージ: リムーバブルマイクロSDカード(SDとSDHC対応、容量は512MB、2GB、4GB、8GB、16GB対応）[5]
- 対応ファイルフォーマット: MediaWikiのXMLエクスポートフォーマットの変換に対応[7]
- 寸法: 100 x 100 x 20 mm (3.9 x 3.9 x 0.8 inches)[5]
- 重量: 120グラム (4.2 oz)[5]
- 言語: 英語など
- 保証: 90日
- 電源: 単四乾電池2本[5]
- バッテリー容量: 90時間[8]、製造元によると1年分の通常使用に相当[3][9]

## 制限
- テキストのみ表示: WikiReaderは完全にテキストのみ表示の端末であり、したがってウィキペディア上の画像は保存も表示もしない。
- 表: ウィキペディア上の表の中にあるテキストは表示しない。
- HTMLの特殊文字: ウィキペディア記事のテキストでHTML特殊文字が使われてもWikiReaderでは取り除かれて表示される。
- 数式: WikiReaderのオリジナルバージョンではLaTeX使用の公式（数学記号の表参照）を表示できなかったが、ファームウェアのアップデートで表示可能になった。
- 削除された情報について: WikiReaderはウィキペディア記事から削除された情報の差分を見ることができない。画像、表、数式やプレーンテキストに厳密にエンコードされなかった他の情報はWikiReaderでは表示されない。
- 検索: WikiReaderの検索機能について、全文検索に対応しておらず、ウィキペディア記事名検索しかできない。ただし、各記事名の最初の文字から始めるインクリメンタルサーチには対応している。検索用語は正確に入力しなければならず、ワイルドカード検索はできない。